# Халиди, Рухи
Мухаммад Рухи Ясин аль-Халиди аль-Мукаддаси (араб. محمد روحي ياسين الخالدي المقدسي) (1864, Иерусалим — 1913, Стамбул) — палестинский арабский просветитель, историк, литературовед; турецкий дипломат, политик, государственный деятель.

## Биография

### Образование
Изучал право в Стамбуле. Здесь познакомился с мусульманским реформатором Джемаль-ад-Дином аль-Афгани. Содействовал распространению его идей.
Окончил Школу политических знаний в Париже и Сорбонну.

### Карьера
В 1899—1908 годах — турецкий консул в Бордо.
В 1908 году — один из трёх делегатов, избранных представлять Иерусалим в новом османском правительстве, возглавляемом младотурками.
В 1911 году — заместитель спикера османского парламента.

## Авторство
Главные труды:
- История литературоведения у европейцев и арабов (1904).
- История Востока и его эмиров (1908).
- Причины османского переворота (1909).